# Кристиан, Мэри
Мэри Кристиан (англ. Mary Christian, урожд. Перри (англ. Perry); 12 июня 1889 года — 20 апреля 2003 года) — американская долгожительница. С 29 декабря 2002 до своей смерти являлась старейшим живущим человеком в США.

## Биография
Мэри Дороти Перри родилась 12 июня 1889 года в Тонтоне, штат Массачусетс, в семье, имевшей португальские корни. Позже она с семьей переехала в Сан-Пабло, Калифорния. В подростковом возрасте она работала на шоколадной фабрике East Bay и была свидетелем землетрясения в Сан-Франциско.
В 1907 году Мэри вышла замуж. В браке родилось двое сыновей, которых она пережила. В 1922 году Кристиан развелась. После этого она работала на нескольких работах, в том числе лифтёром и продавцом в универмаге. В 1971 году Мэри вышла на пенсию. Она жила в своём доме до 102 лет, после чего переехала в дом престарелых.
В декабре 2002, после смерти Мэй Харрингтон, Мэри Кристиан стала старейшим живущим жителем США. 20 апреля 2003 года она скончалась в возрасте 113 лет, 312 дней. На момент смерти у неё было 2 правнука и 2 праправнука.

## См.также
- Долгожитель
- Список старейших людей в мире
- Список старейших женщин
- Список старейших жителей США